# María Dolores Frutos Balibrea
María Dolores (Lola) Fruitos Balibrea és una sociòloga espanyola. Doctora de sociologia per la Universitat de Múrcia. Llicenciada en Ciències Polítiques i Sociologia i en Història Moderna i Contemporània per la Universitat Complutense de Madrid. Exerceix com a professora titular a la Universitat de Múrcia, al Departament de Sociologia (Facultat d'Economia i Empresa) i ha estat dos cursos en Comissió de Servei com a Professora titular d'Universitat a la Universitat Complutense de Madrid al departament Sociologia VI (Facultat d'Educació). És a més Presidenta de l'Associació Murciana de Sociologia i Ciència Política. Com a investigadora destaquen els seus estudis relacionats amb la desigualtat i exclusió social, especialment la desigualtat entre dones i homes en el camp de l'educació, el treball i la participació política; considerant sempre els aspectes de l'edat, la immigració i l'origen social.

## Orígens
Neix a Múrcia, on inicia els seus estudis en la Universitat de Múrcia. Als 22 anys marxa a Madrid. Allí es llicencia en història moderna i contemporània en la Universitat Complutense de Madrid. Posteriorment, també obté la llicenciatura de Ciències Polítiques i Sociologia en aquesta mateixa universitat, mentre exerceix com a professora d'educació secundària. Va obtenir la plaça de Titular en Ensenyament Mitjà a la Comunitat de Madrid, on va exercir com a professora al mateix temps que realitzava els cursos de Doctorat en la UCM. Va viure 20 anys a Madrid i va tornar a Múrcia, contractada per la UMU.
La seva tesi doctoral va versar sobre "L'accés de les dones a l'educació i a l'ocupació a la Regió de Múrcia", amb la qual va obtenir el grau de doctora en sociologia per la UMU. Gràcies a aquesta tesi, li va ser concedit el Premi Extraordinari de Doctorat en Sociologia per la Facultat d'Economia i Empresa.

## Trajectòria acadèmica, docent i investigadora
La seva labor docent en la UMU com a professora en el Dpt. de Sociologia i en la UCM en Sociologia VI ha estat orientada cap a assignatures relacionades amb la Desigualtat de Gènere i Estructura Social en les titulacions de Sociologia, Treball Social, Educació Social, Magisteri, Ciències del Treball, Relacions Laborals i en Masters de Sociologia Aplicada, Educació Social, Gènere i Igualtat, Salut en Femení i Desenvolupament Econòmic i Relacions Internacionals.
Les assignatures que ha impartit en aquestes titulacions han estat: Estructura Social, Sociologia de l'Educació, Relacions Socials de Gènere i Treball, Sociologia de Gènere, Processos Socials i Canvi Social.
Ha dirigit treballs de finalització Grau, Màster i Tesis doctorals, tant a la Universitat de Múrcia com en la Complutense.
Ha coordinat, com a Investigadora responsable, el grup de recerca RetyDes (Reestructuració Territorial i Desigualtat Social) en el Dpt. de Sociologia i el Doctorat Societat, Desenvolupament i Relacions Laborals de la UMU.
Va introduir l'especialitat de Sociologia de Gènere com a camp de recerca i de docència en el seu departament.
Va ser coordinadora del Centre d'Estudis sobre la Dona (CEUMU) a la Universitat de Múrcia, associació precedent del Siegum. Ha estat Coordinadora del Doctorat Societat, Desenvolupament i Relacions Laborals.
Durant dos cursos, des de 2014 al 2016, torna a Madrid, on imparteix docència i realitza recerca en Comissió de Servei en la Facultat d'Educació. Novament torna a la Universitat de Múrcia per iniciar allí el curs 2016-17.

## Organitzacions professionals i acadèmiques
Vicepresidenta i posteriorment Presidenta de l'Associació de Sociologia de l'Educació (ASE), institució científica i professional membre de la Federació Espanyola de Sociologia (FES).
Membre del comitè executiu de la FES en els llocs de Vocal (2001-2004) i Secretària (2004-2007).
Presidenta de l'Associació Murciana de Sociologia i Ciència Política (Associació territorial de la FES).
Membre de l'equip organitzador del Congrés Espanyol de Sociologia i de les diferents taules plenàries de les Conferències de Sociologia de l'Educació (ASE) i del Congrés Europeu organitzat per l'Associació Europea de Sociologia i la FES a la Universitat de Múrcia l'any 2003.

## Àrees d'estudi i publicacions
Les seves recerques i les publicacions d'elles derivades se centren en diversos aspectes, en els quals analitza de forma transversal la perspectiva de gènere des d'una mirada local –Regió de Múrcia- i global (Espanya i països llatinoamericans principalment), les obres, que no han estat traduïdes del castellà, les podem agrupar en: 
Ocupació
- Frutos Balibrea, Lola. PROCESOS DE INSERCIÓN LABORAL DE LOS JOVENES EN LA REGION DE MURCIA.  CES, 2005.
- Frutos Balibrea, Lola. EL EMPLEO VISIBLE DE LAS MUJERES EN LA REGIÓN DE MURCIA (un análisis sociológico).  CES, 1997.
- Frutos Balibrea, Lola. «Hombres y mujeres en el Mercado de Trabajo de la Región de Murcia: situación y cualificación». A: Estructura y cambio social en la Región de Murcia.  Editum, 1996.
- Frutos Balibrea, Lola. «Mercado de trabajo, formación y sistema de género». A: Formación y cultura empresarial en la empresa española.  Civitas, 2004.
- Frutos Balibrea, Lola. «Nuevos escenarios del mercado laboral desde una perspectiva de género». A: CIS. Viejas sociedades, nueva sociología, 2005.

Educació
- Frutos Balibrea, Lola. El acceso a la educación de las mujeres en la Región de Murcia.  Editum, 1997.
- Frutos Balibrea, Lola. «Educación y cambio social en la España autonómica: transición al mercado de trabajo de los jóvenes». A: Centro de Estudios Andaluces, Consejería de la Presidencia, Junta de Andalucia. El cambio Social en España. Visiones y retos de futuro, 2006.
- Frutos Balibrea, Lola. «Educación en prisión: justicia o asistencia social». A: Condenadas desigualdad: sistema de indicadores de discriminación penitenciaria.  Icaria, 2012.
- Viedma Rojas, Antonio. «El trabajo en prisión: observando las desigualdades de género». A: Condenadas desigualdad: sistema de indicadores de discriminación penitenciaria.  Icaria, 2012.
- “Sistema de Enseñanza y empleo. La inserción laboral de los titulados. Los ingresos de los titulados” en España 2015. Situación actual. CIS.

Política
- “Las mujeres y la política: diferencias de género en España” en Cuestiones actuales de sociología del género. CIS.[14]
- “Teorías socioeconómicas sobre el trabajo de las mujeres” en Los afanes y los días. Universidad Autónoma de Baja California Sur.
- Frutos Balibrea, Lola. «Trabajo y familia, ¿conciliación o conflicto?». A: Diálogos en la cultura de la paridad: reflexiones sobre feminismo, socialización y poder.  Universidade de Santiago de Compostela, Servizo de Publicacións e Intercambio Científico, 2012.
- “Trayectorias académicas y profesionales de mujeres y hombres en España en un contexto de cambio” en Entre Reflexöes e práticas Feministas, REDOR, UFPE,CNPQ (Brasil).

Col·lectius en exclusió social
- “Flujos migratorios y mercado de trabajo: el caso de España” en Cooperación internacional y desarrollo sostenible en un mundo en crisis, AECID, BUAP y Editum
- "Desigualdad, Pobreza y Exclusión Social: aproximación comparativa entre la Región de Murcia y España"[15]
- “Desigualdad intergeneracional en el rendimiento de los Títulos en el Mercado de trabajo", en RASE.[16]
- “El trabajo en prisión ¿Reproduce las desigualdades de género de la estructura ocupacional exterior?” en Revista de Sociología del Trabajo[17]

També destaquen les seves publicacions, en col·lectiu o sola, en nombroses revistes especialitzades a l'àmbit sociològic com: Revista Española de Investigaciones Sociológicas (REIS), “Hacia una metodología para el análisis de las trayectorias académicas del alumnado universitario; el caso de las carreras de ciclo en la Universidad de Murcia”; Praxis Sociológica; REDSI, “La construcción sexuada de la cualificación, eje de la desigualdad entre hombres y mujeres en el mercado de trabajo en España”; Revista de la Asociación de Sociología de la Educación (RASE), “Identidad del profesorado de secundaria en torno al abandono escolar y elección del alumnado en contextos autonómicos distintos”, “Desigualdad intergeneracional en el rendimiento de los Títulos en el Mercado de trabajo”, Revista Española de Sociología, “Efectos de la Ley de Dependencia en las relaciones de cuidados de larga duración en el municipio de Murcia. Un estudio de caso”; y Revista de Sociología del Trabajo, “El trabajo en prisión ¿Reproduce las desigualdades de género de la estructura ocupacional exterior?”.